# Ioteba Tamuera Uriam
Te Ioteba Tamuera Uriam, membro da Ordem do Império Britânico (Tamana, Ilhas Gilbert e Ellice, 1910 –  , 1988), foi um músico que compôs o hino de Kiribati, Kunan Kiribati.